# Lisa Makas
Lisa Makas, née le 11 mai 1992 à Mödling en Autriche, est une footballeuse internationale autrichienne jouant au poste d'attaquante.

## Biographie

### En club
Lisa Makas commence le football à l'âge de 5 ans au SC Weissenbach et y reste jusqu'en 2005, date à laquelle elle est prêtée au SC Berndorf en ayant 13 ans. En 2006, sa carrière de haut niveau commence lorsqu'elle signe au SKV Altenmarkt. Le club de la ville d'Altenmarkt an der Triesting passe de la quatrième division à la deuxième division lors des deux premières années de Makas au club.
En 2011, Lisa Makas signe à l'ASV Spratzern, club promu en première division cette année-là, placé juste devant le SKV Altenmarkt au classement de deuxième division. Dès sa première année en première division, le club finit vice-champion derrière le SV Neulengbach, tout comme l'année suivante, mais en gagnant cette fois-ci la coupe d'Autriche. À l'issue de cette saison, donc en 2013, le club prend le nom de FSK Sankt Pölten-Spratzern. Lisa Makas reste au club jusqu'en 2015, où elle gagne deux autres coupes d'Autriche, ainsi que le championnat 2014-2015.
Elle signe au SC Fribourg pour la saison 2015-2016, mais ne dispute aucun match du Championnat d'Allemagne féminin de football, victime de deux ruptures de ligament croisé, et c'est lors de la saison suivante qu'elle découvre la Bundesliga allemande avec le MSV Duisbourg, club promu de la deuxième division cette année-là. Elle y reste quatre ans, puis retourne en Autriche à l'été 2020, au SKN Sankt Pölten, club ayant entre-temps fusionné avec son ancien club du FSK Sankt Pölten-Spratzern.
Elle n'y reste qu'un an et demi, mais y gagne son deuxième championnat autrichien, avant de s'engager au FK Austria Vienne en janvier 2022. Elle y reste 6 mois, avant de mettre un terme à sa carrière.
Sa carrière s'achève en août 2022.

### En sélection

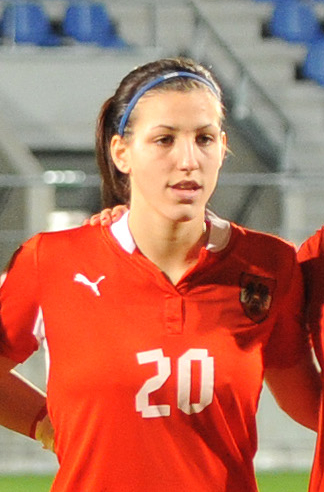
Lisa Makas en 2013 avec la sélection autrichienne

Lisa Makas est dans un premier temps sélectionnée avec les U-19 de l'équipe d'Autriche. Puis, elle honore sa première sélection avec l'équipe d'Autriche le 9 juin 2010 lors d'une victoire 6-0 face à Malte en y inscrivant un triplé.
Elle participe à l'Euro 2017 disputé aux Pays-Bas. Les Autrichiennes terminent à la 1re place du groupe C devant la France (contre laquelle Lisa Makas marque un but), la Suisse et l'Islande, avec deux victoires et un match nul. En quarts de finale, Makas et ses coéquipières éliminent l'Espagne aux tirs au but après un match nul et vierge. Au tour suivant face au Danemark, après aucun but marqué en 120 minutes malgré un penalty manqué par Sarah Puntigam, l'Autriche s'incline cette fois aux tirs au but.
Elle participe également à l'Euro 2022 où l'Autriche termine en quarts de finale.
En tout, elle marque 19 buts en 74 matchs internationaux.

## Palmarès
- ASV Spratzern / FSK Sankt Pölten-Spratzern
  - Vainqueure de la coupe d'Autriche en 2013, 2014 et 2015
  - Vainqueure du championnat d'Autriche en 2015

- SKN St. Pölten Frauen
  - Vainqueure du championnat d'Autriche en 2021[3]